# Gnatodinamometro
Lo gnatodinamometro (o occlusometro) è uno strumento per misurare la forza esercitata nel chiudere la bocca.
Secondo lo studio del progettatore, lo strumento funziona bene "nel misurare la massima forza di taglio e l'efficienza masticatoria degli incisivi e molari, rispettivamente".
Un maschio umano esercita mediamente un carico di 45-68 kg, con un massimo di 159 kg per maschi inuit.
Squali sono indotti a mordere tavolette di plastica dura, mettendole in esche di carne sanguinante, generalmente sgombro, le quali sono portate a un laboratorio. La profondità delle incisioni permette di misurare la forza del morso. L'inventore è J.N. Snodgrass. Un altro tipo di occlusometro, usato da James Snodgrass e Perry Gilbert nel 1965, per squali consiste di un cilindro centrale di 3x32 cm in alluminio soffice con quattro incisioni longitudinali triangolari, in cui sono parzialmente messe 12 sferette d'acciaio inox, su cui sono quattro piastre curve d'acciaio e quattro piastre di PVC. Con questa prova è stato mostrato che su una superficie di 2 mm², uno squalo bruno di due metri pratica una pressione di 60 kg.
Queste misurazioni sono probabilmente minori della realtà, in quanto gli squali sono restii a mordere oggetti che non conoscono, e probabilmente la forza è dissipata dalla copertura di PVC e pesce, ed è persa in energia sonora e termica.